# Noemi (piosenkarka)
Noemi, właśc. Veronica Scopelliti (ur. 25 stycznia 1982 w Rzymie) – włoska piosenkarka i kompozytorka.
Jest córką Armando i Stefania Scopellitich. Ma młodszą siostrę, Ariannę.

## Dyskografia

### Albumy
| Rok wydania | Albumy                           | Klasyfikacja Włochy | Klasyfikacja Europa | Sprzedaż  | Certyfikat FIMI |
| ----------- | -------------------------------- | ------------------- | ------------------- | --------- | --------------- |
| 2009        | Sulla mia pelle                  | 3                   | 44                  | 140.000 + | 2x Platynowa    |
| 2010        | Sulla mia pelle (Deluxe Edition) | 3                   | 42                  | 140.000 + | 2x Platynowa    |
| 2011        | RossoNoemi                       | 6                   | -                   | 120.000+  | 2x Platynowa    |

### EP
| Rok wydania | EP    | Klasyfikacja Włochy | Klasyfikacja Europa | Sprzedaż | Certyfikat FIMI |
| ----------- | ----- | ------------------- | ------------------- | -------- | --------------- |
| 2009        | Noemi | 8                   | 97                  | 50.000 + | Złota           |

### Single
| Rok wydania | Single                                  | Klasyfikacja Włochy | Klasyfikacja Europa | Certyfikat FIMI | Albumy/EP                        |
| ----------- | --------------------------------------- | ------------------- | ------------------- | --------------- | -------------------------------- |
| 2009        | Briciole                                | 2                   | 51                  | Złota           | Noemi                            |
| 2009        | L'amore si odia duet z Fiorella Mannoia | 1                   | 34                  | 2x Platynowa    | Sulla mia pelle                  |
| 2010        | Per tutta la vita                       | 1                   | 42                  | Platynowa       | Sulla mia pelle (Deluxe Edition) |
| 2010        | Vertigini                               | -                   | -                   |                 | Sulla mia pelle (Deluxe Edition) |
| 2011        | Vuoto a perdere                         | 6                   | 47                  | Platynowa       | RossoNoemi                       |
| 2011        | Odio tutti i cantanti                   | -                   | -                   |                 | RossoNoemi                       |
| 2011        | Poi inventi il modo                     | -                   | -                   |                 | RossoNoemi                       |

### Współpraca

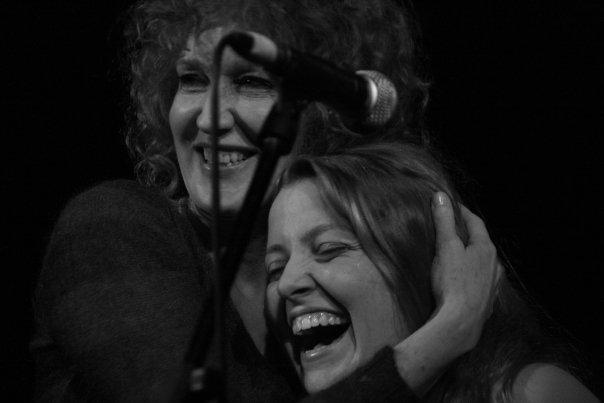
Noemi z Fiorella Mannoia

- 2009 - L'amore si odia z Fiorella Mannoia
- 2009 - Quanto ti voglio z Claudio Baglioni i Gianluca Grignani
- 2010 - Il mio canto libero z Amiche per l'Abruzzo
- 2010 - L'amore si odia (acustic version) z Fiorella Mannoia
- 2010 - Come si cambia z Neri per Caso
- 2011 - La promessa z Stadio[14]

### Kompilacje
2009
- X Factor Anteprima Compilation 2009 z Albachiara
- X Factor Finale Compilation 2009 z La costruzione di un amore
- Hit Mania Estate 2009 z Briciole
- MTV Summer Song z Briciole
- Estahits '09 z Briciole
- Strike! z L'amore si odia (z Fiorella Mannoia)

2010
- Super Sanremo 2010 z Per tutta la vita
- Radio Italia Estate z Briciole
- TRL On the Road z Per tutta la vita
- Radio Italia Top 2010 z Vertigini

2011
- Love... per sempre z La costruzione di un amore
- Je t'aime 2011 z Per tutta la vita
- Maschi contro femmine - Femmine contro maschi z Vuoto a perdere
- Maschi contro femmine - Femmine contro maschi z L'amore si odia (z Fiorella Mannoia)
- Radio Italia - Mi piace z Il cielo in una stanza
- Wind Music Awards 2011 z Vuoto a perdere
- Radio Italia Top Estate 2011 z Odio tutti i cantanti[15]
- Radio Bruno Winter Compilation z Vuoto a perdere

### Wideoklipy
- 2009 – Briciole (czas: 3:43, reżyser: Gaetano Morbioli)
- 2009 – L'amore si odia z Fiorella Mannoia (3:17, reżyser: Gaetano Morbioli)
- 2010 – Per tutta la vita (3:22, reżyser: Gaetano Morbioli)
- 2011 – Vuoto a perdere (4:02, reżyser: Fausto Brizzi)
- 2011 – Odio tutti i cantanti (4:20, reżyser: Noemi)
- 2011 – Poi inventi il modo (3:28, reżyser: Noemi)

Gościnnie
- 2006 – Dimmi come passi le notti (w Pier Cortese) z siostrą Arianną

### DVD
Gościnnie
- 2009 – Ho imparato a sognare (CD + DVD) w Fiorella Mannoia
- 2010 – Q.P.G.A. Filmopera (2 DVD) w Claudio Baglioni
- 2010 – Amiche per l'Abruzzo (2 DVD) w różnych autorów
- 2010 – Il tempo e l'armonia (1 CD + 1 DVD) w Fiorella Mannoia
- 2010 – Il tempo e l'armonia (Deluxe Edition) (2 CD + 1 DVD) w Fiorella Mannoia
- 2011 – Femmine contro maschi (DVD) w Fausto Brizzi

### Ścieżka dźwiękowa
- 2011 - Vuoto a perdere w film Femmine contro maschi w Fausto Brizzi

## Nagrody
- 2009
  - Złota dla Ep Noemi
  - Wind Music Award jako najbardziej obiecujących młodych włoskich talentów
  - Złota dla single Briciole
- 2010
  - Platynowa dla single Per tutta la vita
  - Wind Music Award dla albumy Sulla mia pelle
  - Wind Music Award dla single L'amore si odia
  - Wind Music Award dla single Per tutta la vita
- 2011
  - Podwójnie platynowa dla albumy Sulla mia pelle[3]
  - Podwójnie platynowa dla albumy RossoNoemi[6]
  - Wind Music Award dla albumy Sulla mia pelle
  - Wind Music Award dla albumy RossoNoemi
  - Nastro d’argento dla single Vuoto a perdere
  - Platynowa dla single Vuoto a perdere[16]
  - Premio Lunezia dla Vuoto a perdere[17]
  - Podwójnie platynowa dla single L'amore si odia[11]

## Festiwal Piosenki Włoskiej
- 2010 – Festiwal Piosenki Włoskiej z Per tutta la vita: finalista

## Trasy koncertowe
| Rok wydania | Trasa koncertowa        | Pokazuje | Naród           | Album/EP                         |
| ----------- | ----------------------- | -------- | --------------- | -------------------------------- |
| 2009        | Noemi tour              | 23       | Włochy          | Noemi                            |
| 2009/2010   | Sulla mia pelle tour I  | 22       | Włochy          | Sulla mia pelle                  |
| 2010        | Sulla mia pelle tour II | 53       | Włochy Słowenia | Sulla mia pelle (Deluxe Edition) |
| 2011        | RossoNoemi tour         | 40       | Włochy          | RossoNoemi                       |